# Mimi Keene
Mimi Keene (5 d'agost de 1998) és una actriu anglesa. És coneguda pels seus papers de Cindy Williams a la telenovel·la Gent del barri de la BBC One i Ruby Matthews a la sèrie de comèdia i drama de Netflix Sex Education.

## Biografia
Keene va néixer a la zona de Redbridge de Londres el 5 d'agost de 1998, filla de la mare anglesa Alexis Keene i del pare britànic pakistanés Hassan Saeed. Va viure a South Woodford i va assistir a Churchfields Junior School. Després es va traslladar a Hertfordshire i va assistir a l'escola catòlica romana Divine Saviour a Abbots Langley, abans de traslladar-se a Barnsbury per formar-se en interpretació a l'Italia Conti Academy of Theatre Arts del 2009 al 2014.
Keene va començar la seua carrera com a actriu infantil a l'escenari, fent el seu debut professional interpretant a Janey a Kin al Royal Court Theatre del 19 de novembre al 23 de desembre de 2010. El 2013, va aparéixer a Sadie J de CBBC com Brandy May Lou i a Our Girl com a Jade Dawes. Entre el 2013 i el 2015, va ser habitual a Gent del barri, interpretant a Cindy Williams. Pel seu paper, va guanyar nominacions als British Soap Awards i Inside Soap Awards. Va donar veu a Eurayle, Stheno i Medusa al videojoc Castlevania: Lords of Shadow - Mirror of Fate del 2013 i la seua seqüela del 2014 Castlevania: Lords of Shadow 2. El 2016, va aparéixer en un episodi de Casualty com Lana Westmore i va interpretar a Megan en un curtmetratge, The Escape, el 2017. El 2019, va retratar la versió més jove d'Edith Tolkien a Tolkien, va començar a interpretar Ruby Matthews a la sèrie de Netflix Sex Education i va aparéixer a la pel·lícula Close. El 2023, Keene va aparéixer a la pel·lícula After Everything.